# Stazione di Felizzano
La stazione di Felizzano è una stazione ferroviaria posta lungo la linea Torino-Genova, al servizio dell'omonimo comune.

## Strutture ed impianti

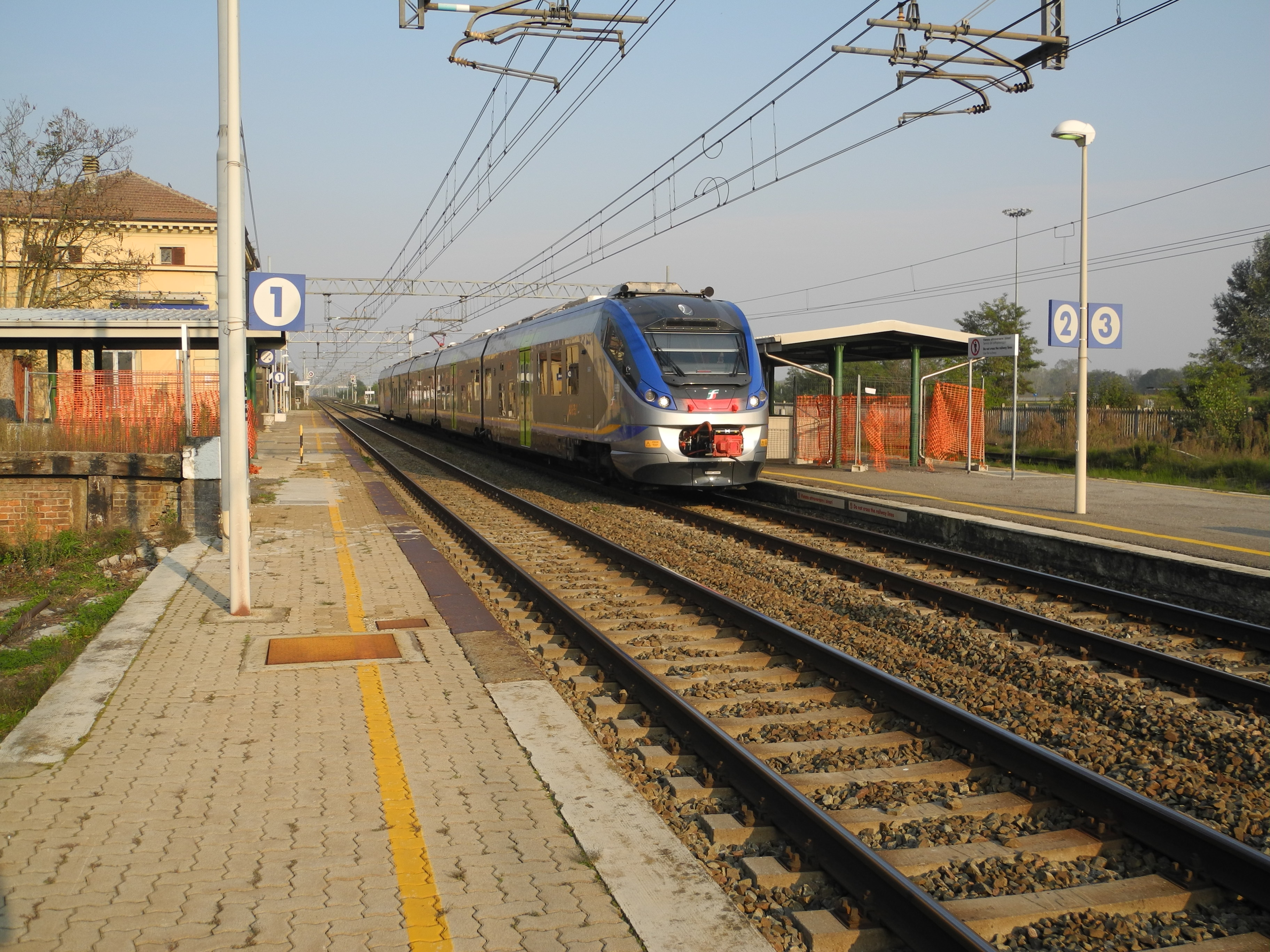
Stazione lato binari

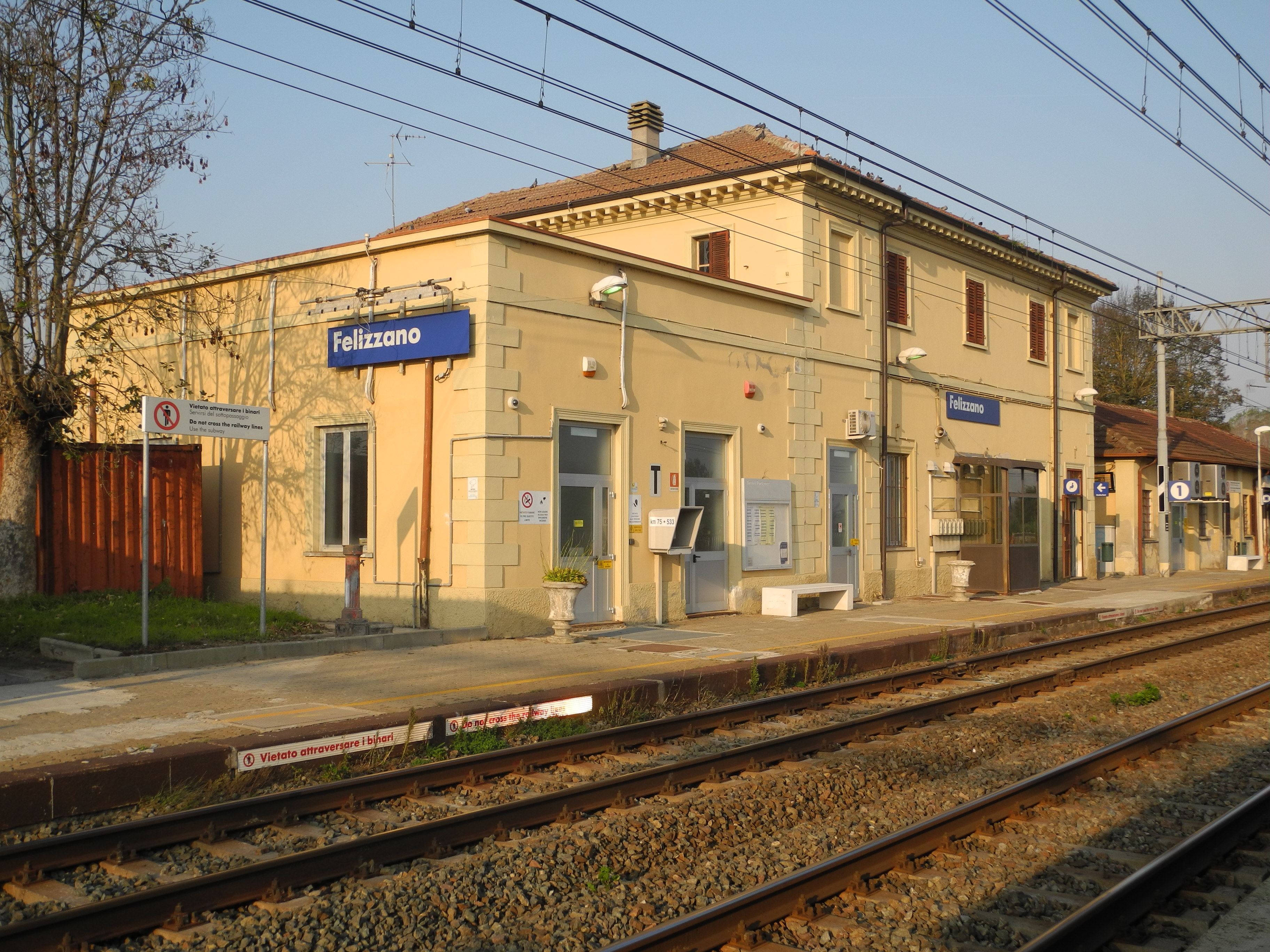
FV lato binari

La stazione dispone di un fabbricato viaggiatori con pianta a doppia L che include al suo interno un balcone per il primo piano il quale funge da estensione per i locali al piano terreno. Al fabbricato principale è addossata un'ulteriore estensione laterale che ospita alcuni locali tecnici. Lo stabile ospita al piano terra l'ufficio movimento, che si estrude in parte sulla banchina del binario 1, e una sala d'attesa. Presso la parete vicina all'ingresso sono presenti una biglietteria automatica e due obliteratrici mentre presso quella lato binari è collocato un pannello informativo per l'utenza.
È presente un altro edificio, a lato del FV, dove è ospitato un bar-tabaccheria. Presso la parete di questo stabile che si rivolge verso l'ingresso alla banchina del binario 1 è collocato un monitor a LED per l'indicazione in tempo reale delle partenze.
Il binario 1 è utilizzato per i treni diretti a Alessandria, Tortona, Arquata Scrivia e Voghera, il 2 per quelli diretti ad Asti e Torino. Il binario 3 invece è un binario di precedenza, utilizzato principalmente per i treni diretti a Torino. Sono presenti due banchine: la prima è aservizio del binario 1, la seconda ad isola, per i binari 2 e 3. Le due risultano collegate mediante un sottopassaggio. È anche presente un binario di raccordo per una vicina industria.

## Movimento
La stazione è servita dai treni regionali di Trenitalia, sulla base del contratto di servizio stipulato con la Regione Piemonte.

## Servizi
La stazione è classificata da RFI nella categoria Bronze.

## Interscambi
Nei pressi della stazione sono attuati i seguenti interscambi:
- Fermata autobus